# Audrey Meaney
Audrey Lilian Meaney (19 de marzo de 1931 - 14 de febrero de 2021) fue una arqueóloga e historiadora especializada en el estudio de la Inglaterra anglosajona. Publicó varios libros sobre el tema, entre ellos Diccionario geográfico de los primeros sitios de entierro anglosajones (1964) y Amuletos anglosajones y piedras de curación (1981).

## Biografía
Meaney nació en Inglaterra el 19 de marzo de y obtuvo una licenciatura en inglés en Oxford. En 1955, fue nombrada estudiante de investigación de Carlisle en Girton College, Cambridge, para realizar su doctorado en el Departamento de Anglosajón, Nórdico y Celta (completado en 1958), titulado Una correlación de evidencia lingüística y arqueológica para el paganismo anglosajón.  Esto estableció el enfoque interdisciplinario de Meaney hacia la historia medieval temprana, que se destaca por su combinación de fuentes arqueológicas y textuales. Al terminar su doctorado, Meaney se mudó a Australia, al Departamento de Inglés de la Universidad de Nueva Inglaterra; 'en interés de su matrimonio'  se mudó a Sydney, donde ocupó puestos académicos temporales hasta que, en 1968, fue nombrada miembro de la recién formada Universidad Macquarie, donde enseñó hasta su jubilación en 1989, equilibrando los requisitos del trabajo. con los de la maternidad.  En 1984, se convirtió en la primera académica de Macquarie en ser elegida miembro de la Academia Australiana de Humanidades. Según Di Yerbury: 
Su contribución a la Universidad Macquarie se extendió profundamente a su estructura y bienestar. Fue muy influyente en el desarrollo inicial de los programas de enseñanza de la nueva Universidad. Participó activamente en varios comités y asumió las responsabilidades de directora interina de la Escuela de Inglés y Lingüística. Ella promovió silenciosa pero persistentemente el papel de la mujer y los estudios sobre la mujer. De hecho, su interés por el papel de la mujer ha sido un tema dominante en su investigación sobre la cultura anglosajona, eliminando otra capa de invisibilidad sobre el lugar de la mujer en la historia.
Meaney asumió un papel de liderazgo en la fundación del Grupo Medieval y Renacentista de Sydney y la Asociación de Estudios Medievales y Renacentistas de Australia y Nueva Zelanda. Al jubilarse, se mudó a Cambridge. 
Meaney produjo A Gazetteer of Early Anglo-Saxon Burial Sites, publicado por George Allen & Unwin en 1964.  Afirmando que era "intencionalmente exhaustivo hasta finales de 1960", señaló que no había incluido descubrimientos posteriores debido a su residencia en Sydney. Mientras enseñaba en Australia, Meaney regresaba con frecuencia al Reino Unido para realizar excavaciones  y en 1970 publicó, junto con Sonia Hawkes, el informe de excavación de dos cementerios anglosajones en Winnall, Winchester, Hampshire.  En la década de 1980, Meaney cambió su enfoque de la arqueología a los textos escritos, desarrollando su trabajo sobre amuletos en una influyente serie de artículos sobre la medicina anglosajona que la han convertido en una de las comentaristas más importantes de la historia de la medicina occidental medieval temprana. Sue Spinks proporcionó una lista detallada de las publicaciones de Meaney hasta aproximadamente 1992. Meaney fue elegido miembro de la Sociedad de Anticuarios de Londres el 1 de enero de 1977 y de la Academia Australiana de Humanidades en 1984.  

## Legado
El retiro de Meaney de la Universidad Macquarie motivó un número especial de 1992 de la revista Parergon, Ensayos sobre la Inglaterra temprana en honor a Audrey Meaney.
En 2010, Oxbow Books publicó una antología titulada Signals of Belief in Early England: Anglo-Saxon Paganism Revisited, editada por los arqueólogos Martin Carver, Alex Sanmark y Sarah Semple. El libro fue publicado en honor a Meaney, "en agradecimiento a sus estudios sobre el paganismo anglosajón".  En el prólogo, el arqueólogo Neil Price comentó sobre Meaney y su influyente trabajo, señalando que la mayoría de los estudios publicados que habían profundizado previamente en el mundo del paganismo anglosajón procedían de su "producción monumental", y que era sus "años dedicados pacientemente a excavar las actitudes anglosajonas que esta colección honra".